# رادنی دیویس
رادنی دیویس (به انگلیسی: Rodney Davis) نمایندهٔ حوزه انتخابیه سیزدهم ایلی‌نوی از حزب جمهوری‌خواه ایالات متحده آمریکا در مجلس نمایندگان ایالات متحده آمریکا است که برای نخستین‌بار در ۶ ژانویه ۲۰۱۳ میلادی به‌عضویت این مجلس درآمد.